# Макс Нетер (льотчик)
Макс Нетер (нім. Max Näther; 24 серпня 1899, Тепливода — 8 січня 1919, Кольмар) — німецький льотчик-ас, лейтенант Прусської армії.

## Біографія
Наприкінці 1914 року п'ятнадцятирічним юнаком Макс вступив до піхоти, де двічі отримував підвищення в чинах і був поранений, перш ніж його зробили офіцером 11 серпня 1916 року.
Нетер вступив на початкове льотне навчання влітку 1917 року у Бухаресті, потім отримав більш ґрунтовну підготовку в 7,-му льотному дивізіоні в Брауншвейгу. Після закінчення підготовки негайно вирушив в училище винищувальної авіації у Валансьєнні, і, нарешті, 31 березня 1918 року, отримав направлення в 62-гу винищувальну ескадрилью. Після перших восьми перемог він був призначений командиром ескадрильї, попри те, що йому було лише 18 років, і потім продовжив свою серію перемог, серед яких було чимало аеростатів. Нетер став одним із наймолодших німецьких асів Першої світової війни.
З 28 липня по 21 серпня 1918 року ас перебував у відпустці, а через місяць після свого повернення, 27 вересня, був поранений у бою зі винищувачами Spad XIII. З 48 перемог 62-ї винищувальної ескадрильї на рахунку Нетера було 26 (з них 10 аеростатів), що яскраво демонструє цінність цього молодого льотчика-винищувача, що боровся 1918 року на Західному фронті.
З кінця 1918 року брав участь у німецько-польській прикордонній війні та загинув, коли поляки вогнем із землі збили його літак над Кольмаром. Це сталося за пів року до його 21-го дня народження.

## Нагороди
- Залізний хрест 2-го і 1-го класу
- Нагрудний знак військового пілота (Пруссія)
- Королівський орден дому Гогенцоллернів, лицарський хрест з мечами (вересень 1918)

29 жовтня 1918 року був представлений до нагородження орденом Pour le Mérite, проте через Листопадову революцію не встиг його отримати.